# Leipziger Straße (métro léger de Francfort)
Leipziger Straße est une station du métro de Francfort. La station est sur la U6 et U7 dans la district de Bockenheim.